# Antigua och Barbuda
Antigua och Barbuda (engelska: Antigua and Barbuda (fil)) är en östat i Västindien (östra Karibiska havet). Antigua och Barbuda är en del av Små Antillerna som har öarna Guadeloupe i söder, Montserrat i sydväst, Saint Kitts och Nevis i väst och Saint Barthélemy i nordväst. Landet består av två huvudöar där Antigua är den största och helt dominerande medan Barbuda är betydligt mindre med bara ett par tusen invånare.
Vid den senaste folkräkningen den 27 maj 2011 utgjorde antalet invånare 84 816.
Antigua och Barbuda är medlem i Förenta nationerna (sedan 11 november 1981), Samväldet, karibiska gemenskapen, OECS samt ALBA. Antigua och Barbuda ingår också i den östkaribiska dollarns valutaunion, tillsammans med sju andra länder i östra Karibien.

## Historia

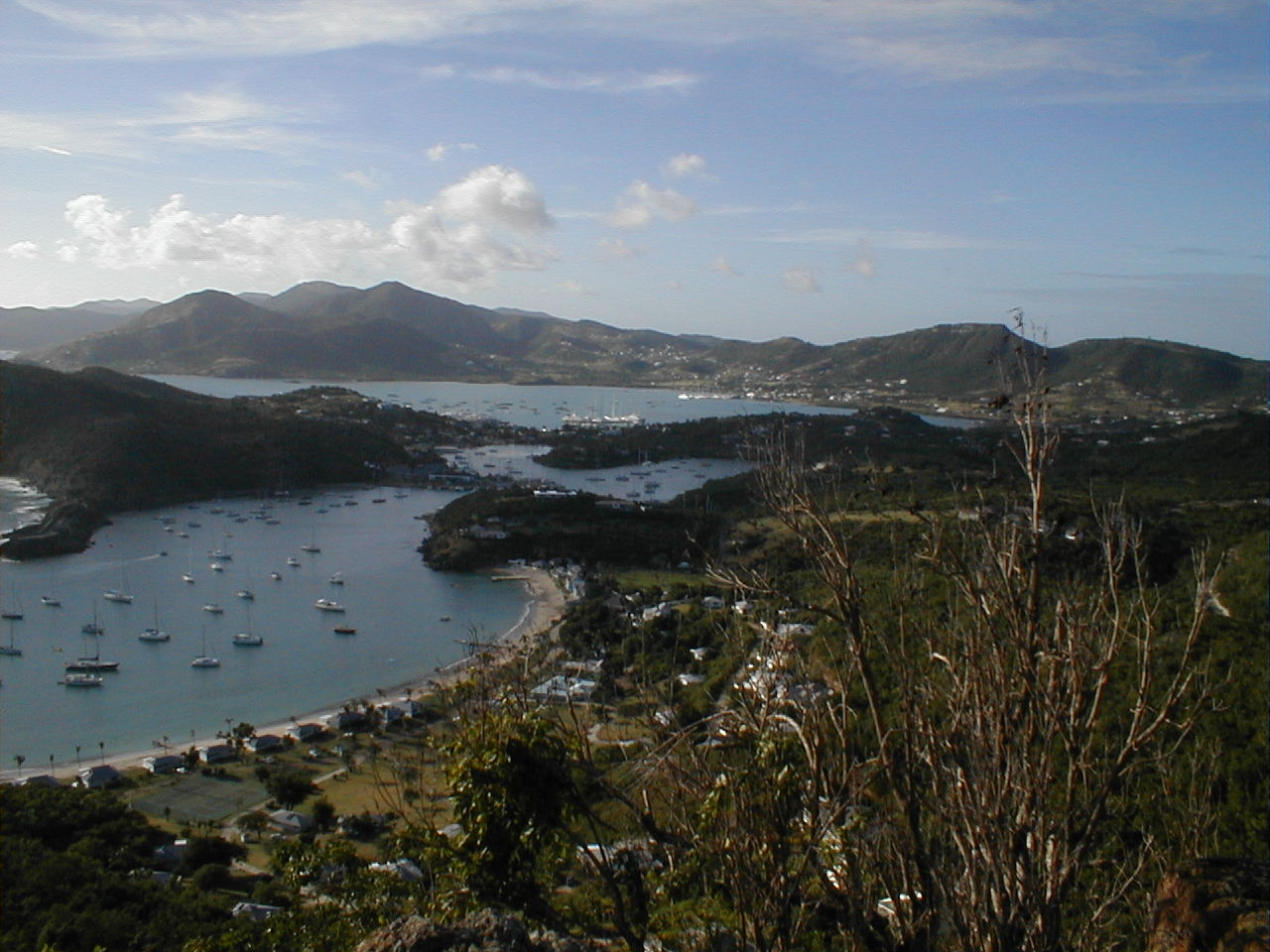
English Harbour och Falmouth Harbor på Antigua.

De första invånarna på Antigua och Barbuda var ciboneyer på 2400-talet f.Kr. När Christopher Columbus landsteg här under sin andra resa 1493 beboddes öarna av arawak- och karibindianer. De första européerna som bosatte sig på Antigua och Barbuda var spanjorer och fransmän. Dessa följdes av britter som gjorde öarna till en koloni 1667. De brittiska bosättningarna fick rejäl fart från 1684 då engelsmannen Christopher Codrington började anlägga sockerrörsplantage på Antigua. Trots brist på vatten anlades ett stort antal plantager och mer än 150 väderkvarnar för att mala sockerrören. På plantagen arbetade slavar tills slaveriet avskaffades 1834, vilket ledde till att sockerproduktionen minskade kraftigt. Antigua var också en strategisk hamn för brittiska flottan och handelsfartyg och fick namnet "Gateway to the Caribbean".
Landet blev en självständig stat inom Samväldet 1981.

## Geografi

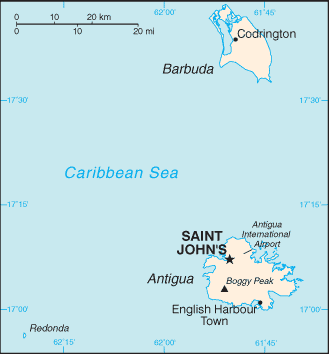
Antigua och Barbuda.

Antigua och Barbuda är en del av Små Antillerna i Västindien i östra Karibiska havet. Antigua är den större ön med en yta på 280 km² och Barbudas yta är 161 km². Det finns även en liten obebodd ö, Redonda, som är 1,6 km².

### Klimat
Klimatet är ett tropiskt havsklimat, med liten temperaturvariation under året. Ibland har man torrperioder. Mellan juli och oktober förekommer orkaner.

### Miljöproblem
Landets största miljöproblem är bristen på färskvatten. Problemet förvärras av trädfällning, som görs för att utöka den odlingsbara marken. När träden försvinner, drar regnväder snabbt förbi.

## Styre och politik

### Författning och styre
Antigua och Barbuda har ett tvåkammarsystem, uppdelad på ett House of Representatives (representanthus) med 17 ledamöter samt en senat med 17 ledamöter. Statschef är Charles III, Storbritanniens och Samväldets regent, som representeras av en generalguvernör baserad i landet.
Den politiska emancipationen inleddes genom upprättande av fackföreningar, som sedan fortsatte genom bildandet av Antigua Labour Party, ALP, lett av Vere Bird, som också blev premiärminister vid självständigheten från Storbritannien 1981. Birds son Lester Bird övertog partiledarskapet, men förlorade valet 2004 till United Progressive Party, UPP, och Baldwin Spencer blev premiärminister. UPP vann också valet 2009, även om de tappade några mandat till ALP. Efter detta val efterträddes Lester Bird av Gaston Browne som gick vidare till att vinna en jordskredsseger över UPP i valet 2014 för det nu omdöpta The Antigua and Barbuda Labour party, ABLP. Den 13 juni 2014 tillträdde Gaston Browne som premiärminister.

### Administrativ indelning

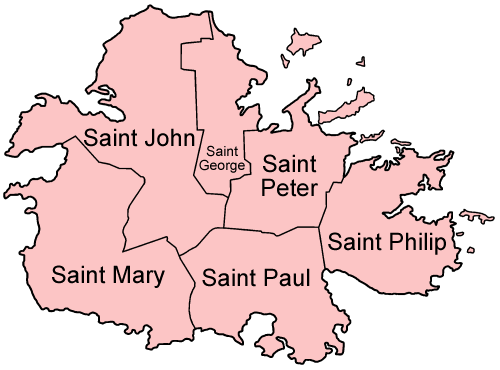
Antigua och Barbudas administrativa indelning.

Öarna Barbuda och Redonda är egna distrikt, och Antigua är indelat i 6 församlingar (engelska: parishes): Saint George, Saint John, Saint Mary, Saint Paul, Saint Peter och Saint Philip.

## Ekonomi och infrastruktur
Finanskrisen 2007–2008 drabbade både turismen och finanssektorn i landet och särskilt uppmärksammat har blivit en finansskandal med den amerikanske affärsmannen Allen Stanford och dennes finansimperium, som hade sitt säte i Antigua och Barbuda.
Regeringen har försökt utveckla den omfattande offshore-verksamheten med banker och andra bolag och har också lockat till sig ökade utländska investeringar i turistsektorn. Gaston Browne tillkännagav 2014 att man ingått en överenskommelse med Kina om ett stort hotellprojekt i landet till ett värde av över 1 miljard amerikanska dollar.

### Näringsliv

#### Jordbruk
Jordbruksproduktionen är främst för den inhemska marknaden och begränsas av brist på vatten. 

#### Energi
All elektricitet produceras med fossila bränslen, såsom petroleum.

#### Industri
Inom industrin har man viss produktion av elektroniska komponenter.

#### Turism
Nästan 60 % av landets BNP utgörs av turismen, och en tredjedel av turisterna kommer från USA. Turistmängden har dock minskat på senare år, vilket gör landets ekonomi sämre. Man har inte så mycket att ersätta turismen med. 

### Handel
Landet har ett betydande underskott i handelsbalansen. Exporten består huvudsakligen av oljeprodukter (återexport), fisk och fiskprodukter, hushållsapparater samt elektriska komponenter. De viktigaste handelspartnerna är USA, Storbritannien och andra medlemsländer i CARICOM.

### Infrastruktur

#### Transporter
Vid Saint John's finns en djupvattenshamn och en stor hamn för kryssningsfartyg. På Antiguas sydkust ligger English Harbour, som är en välkänd marina för fritidsbåtar. Där finns också landets internationella flygplats, V. C. Bird.

#### Utbildning
Utbildningssystemet i Antigua och Barbuda bygger på det brittiska systemet. Skolgång är obligatorisk för barn mellan 5 och 12 år, och medborgarna har rätt till utbildning fram till 16 års ålder. Systemet är uppdelat i tre nivåer: två år i förskola, åtta år i grundskola och fem år på gymnasienivå. Undervisningen är kostnadsfri i de statliga skolorna. I landet finns två medicinska universitet samt en filial av University of the West Indies.
Andelen personer som är läs- och skrivkunniga bland de som är 15 år eller äldre och har genomfört minst fem års skolgång uppgår till 99,0 % (2012).
Av detta är 98,4 % av männen och 99,4 % av kvinnorna läs- och skrivkunniga (2012).

## Befolkning

### Demografi

#### Migration
År 2016 uppgick nettomigrationen till 2,2 migranter per 1 000 invånare.

### Religion
Under den danska kolonialtiden från 1732 började det evangeliska inflytandet göra sig gällande. I mitten på 2020-talet var flera protestantiska samfund aktiva, såsom metodister, presbyterianer, baptister och anglikaner. Den katolska kyrkan, som omfattade 10,4 procent av befolkningen, tillhör ett stift som etablerades 1981. På senare tid har evangelikala och karismatiska rörelser vuxit sig starka. Ekumeniskt samarbete, främst mellan metodister, presbyterianer, anglikaner och katoliker, sker genom Caribbean Council of Churches. Samarbetet fokuserar huvudsakligen på sociala insatser för att bekämpa fattigdom.
Vid folkräkningen 2011 var den religiösa tillhörigheten fördelad på följande sätt:
- Protestantism: 59 925 (70,65 %)
  - Anglikanska kyrkogemenskapen: 14 936 (17,61 %)
  - Sjundedagsadventister: 10 489 (12,37 %)
  - Pentekostalism: 10 345 (12,20 %)
  - Herrnhutismen: 7 015 (8,27 %)
  - Metodism: 4 739 (5,59 %)
  - Wesleyan Holiness: 3 795 (4,47 %)
  - Church of God: 3 510 (4,14 %)
  - Baptism: 3 023 (3,56 %)
  - Nazaréens kyrka: 1 566 (1,85 %)
  - Frälsningsarmén: 365 (0,43 %)
  - Presbyterianism: 142 (0,17 %)
- Romersk-katolska kyrkan: 6 915 (8,15 %)
- Jehovas vittnen: 1 283 (1,51 %)
- Rastafari: 949 (1,12 %)
- Islam: 208 (0,25 %)
- Bahá'í: 54 (0,06 %)
- Judendom: 43 (0,05 %)
- Övriga: 3 257 (3,84 %)
- Ingen religion: 5 028 (5,93 %)
- Vet ej; angav inte religion: 4 703 (5,54 %)

### Hälsa
År 2016 var spädbarnsdödligheten 12,5 dödsfall per 1 000 levande födslar. Det fanns skillnader mellan könen, där den manliga spädbarnsdödligheten var 14,4 dödsfall per 1 000 levande födslar, medan den kvinnliga spädbarnsdödligheten var något lägre, 10,5 dödsfall per 1 000 levande födslar. Vidare, enligt statistik från 2014, lider 31,0 % av den vuxna befolkningen av fetma.

### Övriga befolkningsdata
Antigua och Barbuda håller folkräkningar varje decennium sedan 1975 enligt General Statistics Act, No. 15 of 1975, och de senaste folkräkningarna hölls 2011, 2001 och 1991. Vid folkräkningen 2011 uppgick befolkningen till 84 816, varav 40 986 män (50,34 %) och 44 581 kvinnor (49,66 %), fördelat på 30 213 hushåll.

## Internationella rankningar
| Organisation                                | Undersökning                   | Rankning  |
| ------------------------------------------- | ------------------------------ | --------- |
| Heritage Foundation/The Wall Street Journal | Ekonomisk frihet-index 2014    | N/A       |
| Reportrar utan gränser                      | World Press Freedom Index 2016 | 30 av 180 |
| Transparency International                  | Korruptionsindex 2013          | N/A       |
| FN:s utvecklingsprogram                     | Human Development Index 2014   | 58 av 188 |